# مومياء جبال أكاكوس
وان موهى جاج أو المومياء السوداء (بالإنجليزية: Uan Muhuggiag)‏ هي مومياء اِكتُشِفَت سنة 1958 في جبال أكاكوس في مدينة غات في الصحراء الليبية، وهي لصبي عمره سنتان، ملفوف بجلد حيوان وأوراق. يرجع تاريخها إلى حوالي 5600 سنة مضت. وهي الآن موجودة في متحف السرايا الحمراء بطرابلس.
عثرت عليها بعثة آثار إيطالية برئاسة فابريزيو موري عام 1958 أثناء التنقيب في كهف صخري صغير يقع في وادي «تشوينت» في جبال أكاكوس في مدينة غات الليبية القريبة من الحدود الجزائرية.

## وصف
يبدو أن وان موهى جاج كان مأهولًا بالسكان من الألفية السادسة قبل الميلاد على الأقل إلى حوالي 2700 قبل الميلاد، على الرغم من أنه ليس بالضرورة كان بشكل مستمر. الاكتشاف الأكثر جدارة بالملاحظة في وان موهي جاج هو مومياء صبي صغير له من العمرحوالي سنتين ونصف. كان الطفل في وضعية الجنين، ثم حُنط، ثم وضع في كيس مصنوع من جلد الظباء، معزول بطبقة من الأوراق. أُزيلت أعضاء الصبي كما يتضح من شقوق في بطنه وصدره، وأُدخلت مادة حافظة عضوية لمنع جسده من التحلل. كما عُثر على عقد من قشر بيض النعام حول عنقه. حدد التأريخ بالكربون المشع عمر المومياء بحوالي 5600 عام، مما يجعلها أقدم بحوالي 1000 عام من أقدم مومياء مسجلة سابقًا في مصر القديمة. في 1958-1959، أجرت بعثة أثرية بقيادة أنطونيو أسينزي تحليلات أنثروبولوجية وإشعاعية ونسيجية وكيميائية على مومياء وان موهي جاج. ادعى الفريق أن المومياء كانت طفل يبلغ من العمر 30 شهرًا من جنس غير مؤكد وتتمتع بخصائص Negroid (ملاحظة: كلمة "Negroid" مشتقة من نظرية غير مثبتة عن العرق البيولوجي، ومنذ ذلك الحين جعلت الجينات الحديثة مثل هذه المصطلحات قديمة). كما أشار شق طويل في جدار بطن العينة إلى أن الجسد قد حُنط في البداية عن طريق نزع الأحشاء وخضع لاحقًا للتجفاف الطبيعي. عُثر على شخص آخر، بالغ، في وان موهي جاج، مدفونًا في وضعية القرفصاء. ومع ذلك، لم تظهر الجثة أي دليل على نزع الأحشاء أو أي طريقة أخرى للحفظ. قُدِّر تاريخ الجثة بحوالي 7500 سنة مضت.